# Callyspongia reticulata
Callyspongia reticulata är en svampdjursart som först beskrevs av Keller 1889.  Callyspongia reticulata ingår i släktet Callyspongia och familjen Callyspongiidae. Inga underarter finns listade i Catalogue of Life.